# Paul Creton
Pour les articles homonymes, voir Creton (homonymie).
Paul Creton, est un tisserand français du XVIIe siècle, originaire de Vimoutiers, qui aurait été à l'origine de l'invention de la cretonne.
Au sujet de l'origine du nom de la cretonne, on trouve cette note historique dans un ouvrage publié par la Société des anciens textes français :

« L'industrie de la tapisserie ne fut introduite en Angleterre qu'en 1619 (Annals of Commerce, II, 296). — Sur la grande renommée des toiles de Reims et de Troyes, voy. Bourquelot, Études sur les foires de Champagne, dans les Mémoires présentés à l'Acadam. des insc., 2e série, V, 1re partie, 281. — L'addition « et de Creton », qui ne se trouve que dans l'ancienne édition, est probablement du fait de l'imprimeur rouennais. Creton est un village de l'arrondissement d'Évreux. C'est de là sans doute que vient le nom de cretonne au sujet duquel on lit dans le dictionnaire de Trévoux (suivi par divers lexicographes, notamment par M. Littré) : « Sorte de toile blanche qui se fabrique en Normandie, du côté de Lisieux. Ces toiles ont ainsi été appelées du nom de celui qui en a fabriqué le premier. » »

Le mot cretonne, apparu vers 1730, pourrait également venir d'un nom de lieu, Courtonne, sans qu'aucune de ces deux étymologies soit prouvée.